# Strange Brew (libro)
Strange Brew es una antología de cuentos de fantasía urbana editada por P. N. Elrod. Alcanzó la lista de los libros más vendidos del New York Times en julio de 2009.

## Historias
1. "Seeing Eye", por Patricia Briggs
2. "Last Call", por Jim Butcher
3. "Death Warmed Over", por Rachel Caine
4. "Vegas Odds", por Karen Chance
5. "Hecate's Golden Eye", por P.N. Elrod
6. "Bacon", por Charlaine Harris
7. "Signatures of the Dead", por Faith Hunter
8. "Ginger: A Nocturne City Story", por Caitlin Kittredge
9. "Dark Sins", por Jenna Maclaine

## Reseñas
Rich Horton, en Fantasy Magazine, dice: "Algunas de estas historias parecen apresuradas o rudimentarias. Algunas se inclinan demasiado a la presunción de familiaridad con las novelas que presentan los personajes de las historias". Continúa: "Pero también hay una buena cantidad de ficción agradable"."
El crítico de BSCreview, amberdrake [sic], dice: "En su mayor parte, esta antología fue muy entretenida" y "definitivamente vale la pena leerla, especialmente si te gustan las historias sobre brujas o si algunos de estos autores son tus favoritos".
Strange Brew ganó una Mención Honorífica en el Premio Pearl a la mejor antología en 2009.